# Kardinal-von-Galen-Gymnasium (Münster)

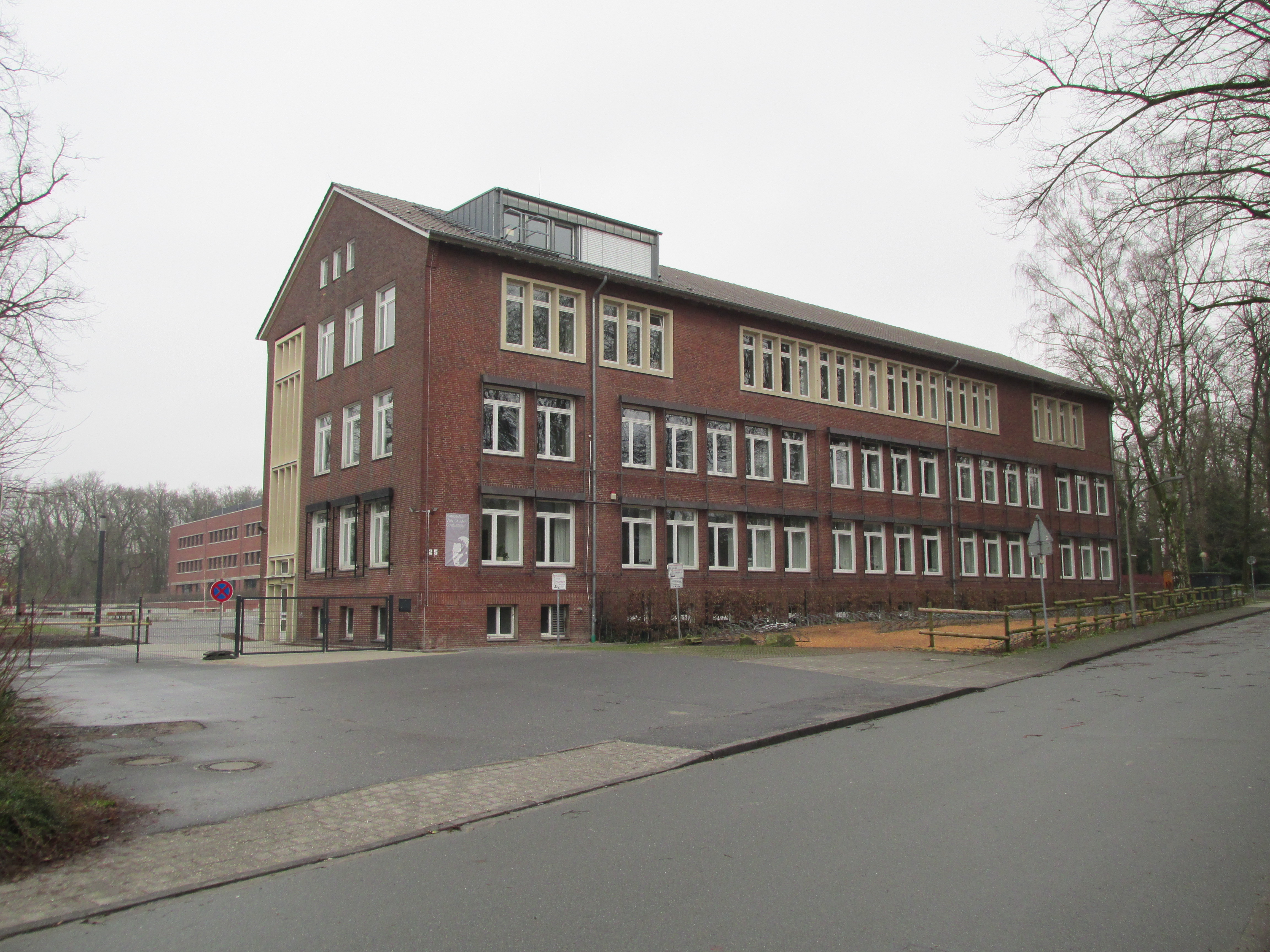

Das Kardinal-von-Galen-Gymnasium (KvG) ist ein Gymnasium in Münster-Hiltrup. Träger der Schule ist das Bistum Münster.

## Lage und Geschichte

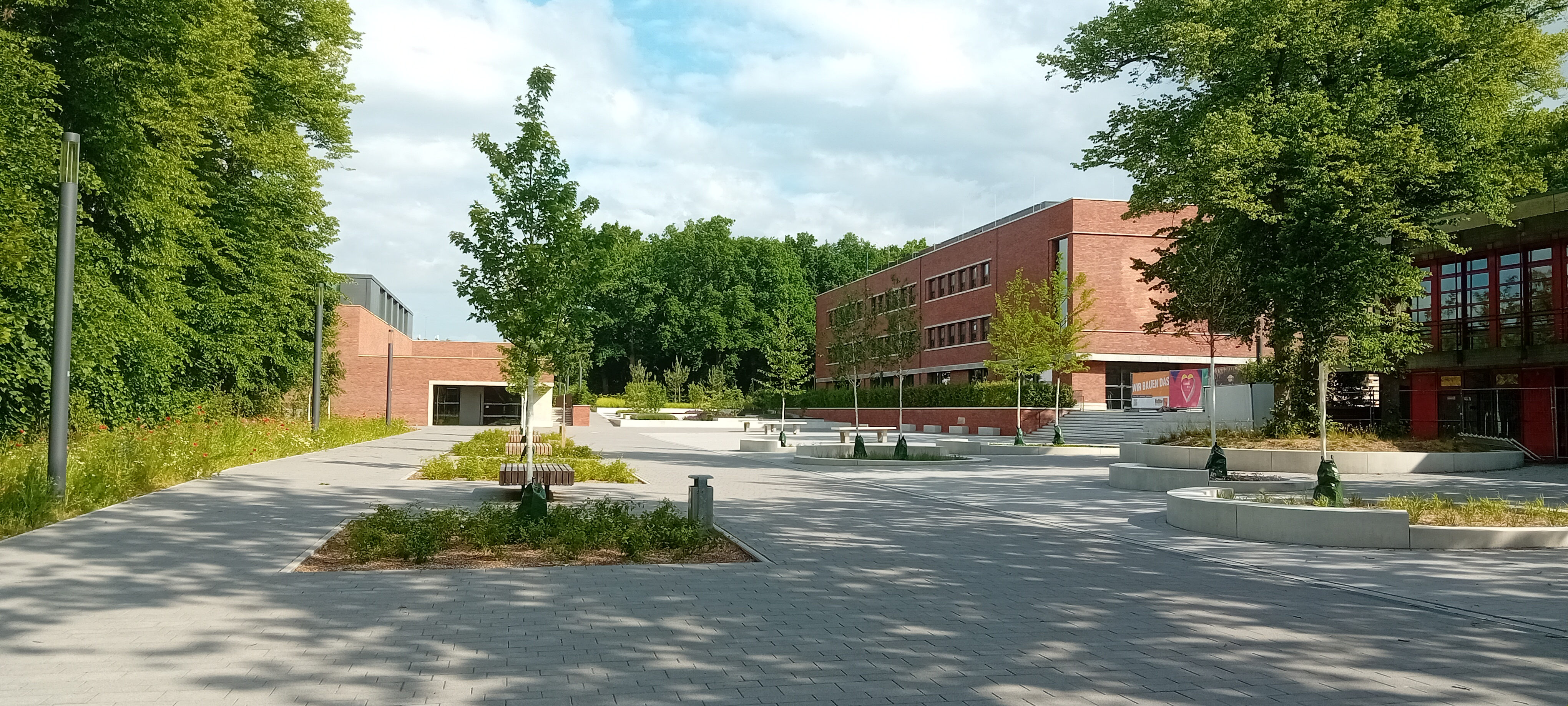
Campus des Kardinal von Galen Gymnasium in Hiltrup im Frühjahr 2025

Das Kardinal-von-Galen-Gymnasium liegt im Stadtteil Hiltrup im Süden Münsters. Es wurde 1897 von den Hiltruper Missionaren gegründet, 1940 durch die Nationalsozialisten geschlossen und 1946 zur Erinnerung an den bedeutenden, u. a. wegen seiner Zustimmung zu dem von Hitler begonnenen Zweiten Weltkrieg und seinem beharrlichen Schweigen zur Judenverfolgung aber auch umstrittenen Bischof von Münster als Kardinal-von-Galen-Schule wiedereröffnet. 1968 wurden erstmals Mädchen aufgenommen. 1975 übernahm das Bistum Münster die Schulträgerschaft. Im Jahr 2021 besuchten 1029 Schülerinnen und Schüler die Schule. Seit 2018 wurden mehrere Gebäudeteile durch Neubauten ersetzt und ein zentraler Campus errichtet.

## Schulprofil
Das Kardinal-von-Galen-Gymnasium ist mit über 80 Lehrkräften und 1016 Schülern eines der größten Gymnasien des Bistums Münster, das ein breit aufgestelltes Fach- und Kursangebot aufweist. Das Sprachprogramm der Schule ist umfangreich. Angeboten werden die Fremdsprachen Englisch, Französisch, Spanisch, Italienisch und Latein. Es besteht regelmäßig die Möglichkeit, Sprachzertifikate (DELF, DALF, FCE, CAE etc.) zu erwerben.
Bekannt ist die Schule für ihre vielen Musikensembles. Hierzu gehören auch eine Bigband, ein Blasorchester und ein junges Orchester. Seit 2003 gibt es mit den Bläserklassen ein besonderes musikalisches Profil. Auch die Vokalmusik wird am KvG intensiv gepflegt. Es gibt mehrere Chöre. Das KvG verfügt über eine Aula mit großer Bühne. Regelmäßig finden hier Aufführungen statt.
Das Fach Kunst hat am KvG eine große Bedeutung. Die Schüler der Grund- und Leistungskurse stellen regelmäßig ihre Arbeiten in der Region aus.
Die Schule kooperiert als berufswahl- und ausbildungsfreundliche Schule mit vielen externen Partnern. Sie ist MINT-EC-Schule und ausgezeichnete Schule im Netzwerk Junior-Ingenieur-Akademie.
Ein besonderer Schwerpunkt der Schule ist die individuelle Förderung. Begabungsförderung und unterstützende Förderung findet jahrgangsstufenübergreifend in mehreren Wochenstunden statt. Auch hierbei sind externe Kooperationspartner (Sportvereine, Musikschule Münster) und externe Experten eingebunden. Im Bereich der unterstützenden Förderung wird auch Lerncoaching und spezielle Förderung bei Lese-Rechtschreib-Schwäche angeboten.
Seit mehr als 30 Jahren gehören  eine zweiwöchige erlebnispädagogisch orientierte Amelandfahrt und ein Ski-Projekt zum Fahrtenprogramm der Schule. Die Schule verfügt über umfangreiche Sportanlagen (z. B. Dreifachsporthalle). Neben Fußball, Basketball, Volleyball, Tischtennis und Tennis gehören auch Rudern und Golf zu den angebotenen Sportarten.
Ein weiteres allgemeinnütziges Projekt, das vom KvG betrieben wird, ist das „WE CAN HELP“-Projekt. Im Rahmen des Projektes machen sich Schüler für Minderheiten in Münster stark.

## Bekannte Schüler
- Klaus Brinkbäumer, Journalist
- Klaus Winterkamp, ständiger Vertreter des Diözesanadministrators des Bistums Münster